# Junta de Salvação Nacional
A Junta de Salvação Nacional (JSN) foi um grupo de militares designados para sustentar o governo do Estado Português em 25 abril de 1974, após o golpe de estado que derrubou o Estado Novo. Esta Junta esteve em funcionamento desde o comunicado do presidente António de Spínola, emitido às 01h30 do dia 26 de abril de 1974, até à tomada de posse do Governo Provisório, ocorrida a 16 de maio do mesmo ano. Embora com características diferentes, sem poder executivo directo, manteve-se até ser extinta após os acontecimentos de 11 de março de 1975, sendo substituída pelo Conselho da Revolução instituído a 14 de março de 1975 pela Assembleia do Movimento das Forças Armadas.

## Origem
A Junta vinha prevista no programa do Movimento das Forças Armadas (MFA) para o exercício político, até à formação de um governo civil, para precaver a destituição imediata do Presidente da República (o almirante Américo Thomaz) e Governo, dissolução da Assembleia Nacional e do Conselho de Estado, promulgando a Lei Constitucional n.º 1/74, de 25 de Abril. A escolha do Presidente e Vice-Presidente caberiam à própria Junta.  
Pelo MFA, Otelo Saraiva de Carvalho chegaria a propor que um dos lugares fosse necessariamente de um oficial de patente inferior (tenente-coronel Firmino Miguel ou major Eanes seriam as suas propostas). O que será contraposto com sucesso por Victor Alves.

## Composição
A Junta de Salvação Nacional era composta por:
- General António Sebastião Ribeiro de Spínola (Exército - presidente);
- General Francisco da Costa Gomes (Exército);
- Brigadeiro Jaime Silvério Marques (Exército);
- General Manuel Diogo Neto (Força Aérea - inicialmente ausente em Moçambique);
- Coronel Carlos Galvão de Melo (Força Aérea);
- Capitão-de-mar-e-guerra José Baptista Pinheiro de Azevedo (Marinha);
- Capitão-de-fragata António Alva Rosa Coutinho (Marinha).

Exerceu assim interinamente as funções da Presidência da República (de 26 de abril a 15 de maio, data em que designou como chefe de Estado o presidente da Junta, António de Spínola) e da Presidência do Conselho (de 26 de abril a 16 de maio, data em que tomou posse o I Governo Provisório, chefiado por Palma Carlos).
Após os acontecimentos de 28 de setembro de 1974, que culminaram na renúncia do general Spínola à Presidência, deixaram a JSN este oficial, bem como os generais Jaime Silvério Marques, Diogo Neto e Galvão de Melo. O general Francisco da Costa Gomes foi então designado Presidente da República pelos remanescentes membros da JSN. Viriam a ingressar na JSN os seguintes oficiais:
- Tenente-coronel Carlos Alberto Idães Soares Fabião (Exército);
- Tenente-coronel Nuno Manuel Guimarães Fisher Lopes Pires (Exército);
- General Narciso Mendes Dias (Chefe de Estado-Maior da Força Aérea), de 16 de outubro de 1974 a 13 de março de 1975;[5][6][7]
- Tenente-coronel Aníbal José Coentro de Pinho Freire (Força Aérea);
- Comandante Silvano Ribeiro (Marinha) (interinamente, enquanto durou o impedimento do almirante Rosa Coutinho, ao tempo ausente em Angola como Alto-Comissário).[8]

Após os acontecimentos de 11 de março de 1975 a JSN foi extinta, passando os seus então membros a integrar o novo Conselho da Revolução, a 14 de março de 1975.